# St. Mirren Football Club
El St. Mirren Football Club es un club de fútbol de Escocia, con sede en Paisley. Fue fundado en 1877 y juega la Scottish Premiership, primera categoría del fútbol escocés.
El nombre del club es en honor al monje y misionero irlandés, Saint Mirin, que es el patrono de la diócesis de Paisley. 
Tiene una feroz rivalidad con St Johnstone fC, que ve una gran cantidad de animosidad entre los dos grupos de aficionados.

## Palmarés

### Torneos nacionales
- Copa de Escocia (3): 1925-26, 1958-59, 1986-87
- Copa de la Liga de Escocia (1): 2012-13
- Segunda División de Escocia (5):1967-68, 1976-77, 1999-00, 2005-06, 2017-18
- Scottish Challenge Cup (1): 2005
- Victory Cup[1] (1): 1918-1919
- Summer Cup[2] (1): 1942-1943

### Torneos regionales
- South Western Counties Cup[3] (1): 1931-32
- Renfrewshire Victoria Cup[4] (3): 1912-13, 1925-26, 1928-29
- Renfrewshire Cup[5] (55): 1882-83, 1883-84, 1887-88, 1890-91, 1893-94, 1896-97, 1897-98, 1903-04, 1909-10, 1910-11, 1923-24, 1924-25, 1925-26, 1926-27, 1928-29, 1929-30, 1931-32, 1932-33, 1933-34, 1935-36, 1937-38, 1939-40, 1943-44, 1945-46, 1946-47, 1947-48, 1949-50, 1958-59, 1959-60, 1960-61, 1962-63, 1966-67, 1973-74, 1976-77, 1979-80, 1980-81, 1982-83, 1983-84, 1984-85, 1985-86, 1987-88, 1989-90, 1997-98, 1998-99, 1999-00, 2000-01, 2001-02, 2005-06, 2006-07, 2007-08, 2008-09, 2009-10, 2010-11, 2011-12, 2013-14
- Stirling Charity Cup[6] (2): 1928-29, 1929-30
- Paisley Charity Cup[7] (50): 1884-85, 1886-87, 1889-90, 1890-91, 1892-93, 1893-94, 1895-96, 1906-07, 1907-08, 1909-10, 1910-11, 1911-12, 1912-13, 1913-14, 1914-15, 1915-16, 1916-17, 1917-18, 1918-19, 1915-16, 1919-20, 1920-21, 1921-22, 1922-23, 1923-24, 1924-25, 1925-26, 1926-27 (compartido), 1927-28, 1928-29, 1930-31, 1931-32, 1934-35, 1937-38 (compartido), 1944-45, 1946-47, 1947-48, 1948-49, 1950-51, 1951-52, 1953-54, 1954-55 (compartido), 1956-57, 1957-58, 1959-60, 1961-62, 1962-63 (compartido), 1964-65 (compartido), 1966-67 (compartido), 1967-68 (compartido)

### Otros torneos
- Copa Anglo-Escocesa[8] (1): 1979-80

## Récords
- Mayor asistencia: 47,438: .v. Celtic el 20 de agosto de 1949[9]
- Mayor promedio de asistencia: 17,333, 1949–50 (15 juegos)[9]
- Mayor victoria: 16–0: .v. Port Glasgow OBU el 17 de julio de 2013
- Más apariciones con Escocia: Iain Munro y Billy Thomson: 7
- Más apariciones con selección nacional: Mo Camara 79 apariciones con Guinea.
- Más joven: Scott Gemmill 16 años y 60 días – vs. Raith Rovers (Starks Park) el 8 de agosto de 2003.
- Más apariciones con el club: Hugh Murray, 462 (1997–2012)
- Más partidos de liga: Hugh Murray, 399 (1997–2012)
- Más participaciones en Europa: Campbell Money, 8 (1985–1988)
- Más goles en la Liga: David McCrae, 221 (1923–1934)[10]
- Más goles en una temporada: Dunky Walker, 45 (1921–22)
- Mayor compra: £400,000 al Bayer Uerdingen por Thomas Stickroth (marzo de 1990)
- Mayor venta: £850,000 al Rangers por Ian Ferguson (febrero de 1988)
- Más victorias en una temporada: 24, Segunda División (1971–72)
- Más derrotas en una temporada: 31, Primera División (1920–21)
- Más empates en una temporada: 15, Premier League (1987–88)
- Más partidos ganados de manera consecutiva: 16, Segunda División (18 de noviembre de 1967 – 30 de marzo de 1968)
- Más partidos consecutivos sin derrota: 34, 18 de noviembre de 1967 (Segunda División) – 16 de noviembre de 1968 (Primera División)
- Más goles anotados en una temporada: 100, Segunda División (1967–68)
- Más goles recibidos en una temporada: 92, Primera División (1920–21)

## Participación en competiciones de la UEFA
| Temporada | Torneo                 | Ronda | Club             | Casa         | Visita | Global |
| --------- | ---------------------- | ----- | ---------------- | ------------ | ------ | ------ |
| 1980–81   | UEFA Cup               | 1     | IF Elfsborg      | 0–0          | 2–1    | 2–1    |
| 1980–81   | UEFA Cup               | 2     | AS Saint-Étienne | 0–0          | 0–2    | 0–2    |
| 1983–84   | UEFA Cup               | 1     | Feyenoord        | 0–1          | 0–2    | 0–3    |
| 1985–86   | UEFA Cup               | 1     | SK Slavia Prague | 3–0 (a.e.t.) | 0–1    | 3–1    |
| 1985–86   | UEFA Cup               | 2     | Hammarby IF      | 1–2          | 3–3    | 4–5    |
| 1987–88   | UEFA Cup Winners' Cup  | 1     | Tromsø IL        | 1–0          | 0–0    | 1–0    |
| 1987–88   | UEFA Cup Winners' Cup  | 2     | KV Mechelen      | 0–2          | 0–0    | 0–2    |
| 2024–25   | UEFA Conference League | 2     | Valur            | 4–1          | 0–0    | 4–1    |
| 2024–25   | UEFA Conference League | 3     | SK Brann         | 1–1          | 1–3    | 2–4    |